# جعفر حسنی
جعفر حسنی (متولد ۱ فروردین ۱۳۴۵ شمسی در بروجرد) فیلم‌نامه‌نویس اهل ایران است.
حسنی فعالیت حرفه‌ای در زمینه سینما و تلویزیون را از سال ۱۳۶۸ با ورود به حوزه هنری آغاز نمود و در سی امین جشنواره فیلم فجر برنده «سیمرغ بلورین بهترین فیلمنامه» از بخش بین‌الملل برای «ریسمانی نزدیکتر از رگ» شد. از فیلم‌نامه‌های دیگری که به نگارش درآورده‌است می‌توان به: تلفن، سایه‌های بلند گناه، تشخیص هویت، دیوار یخی، رخنه، یک مرد ـ یک زن و جاده بهشت اشاره نمود. از دیگر آثار منتشر شده از وی می‌توان به نمایشنامه «کابوس» و فیلمنامه «تشخیص هویت» اشاره کرد.